# Gare d'Ureshino-Onsen
La gare d'Ureshino-Onsen (嬉野温泉駅, Ureshino-Onsen-eki) est une gare de la ville d'Ureshino, dans la préfecture de Saga au Japon. Elle est exploitée par la compagnie JR Kyushu.

## Situation ferroviaire
La gare d'Ureshino-Onsen est située au point kilométrique (PK) 10,9 de la ligne Shinkansen Nishi Kyūshū.

## Histoire
La gare est ouverte le 23 septembre 2022 à l'occasion de la mise en service de la ligne Shinkansen Nishi Kyūshū.

## Service des voyageurs

### Accueil
La gare dispose d'un bâtiment voyageurs ouvert tous les jours, avec des guichets et des automates pour l'achat de titres de transport.

### Desserte
- Ligne Shinkansen Nishi Kyūshū :
  - voie 11 : direction Takeo-Onsen
  - voie 12 : direction Nagasaki